# 中華航空140號班機空難

CI140座位图

CI140班機座位圖

中華航空140號班機是一趟由桃園中正國際機場（今台灣桃園國際機場）飛往名古屋機場（今名古屋飛行場）的國際線航班，1994年4月26日，編號為B-1816的空中巴士A300B4-622R型客機執行此航班，搭載271名乘客及機組員（包含正駕駛王樂琦，副駕駛莊孟容），在名古屋機場降落時不幸墜毀，造成264人死亡（153名日本籍乘客），僅有7人生還。此次事故又被稱作華航名古屋空難，是台灣航空史上傷亡最嚴重的空難。以日本境內而言，中華航空140號班機空難罹難及傷亡人數僅次於發生在1985年的日本航空123號班機空難。

## 事故經過
根據目擊者指出，華航的空中巴士從名古屋市上空飛過，在調整好往南面飛的方向，準備降落時，突然間聽到不太對勁的引擎聲音。目擊者看到飛機在降落跑道之前，企圖把機頭再拉升重飛，這時引擎一片火焰噴出，飛機跌落到跑道外面的草坪，連續三聲的爆炸之後，整架飛機陷於一片火海。而生還者指出，飛機降落前並未感到異狀，可是在重飛時撞到地面破裂並起火。

## 事故原因
綜合1995年1月9日聯合報引述日本名古屋空難調查委員會的調查結果，以及其他專書的分析，將空難的其中一個原因歸咎於副駕駛誤觸發飛機的重飛模式。
正駕駛是由波音B747轉為空巴A300一年左右，副駕駛甫進入公司飛行約一年，兩人在飛行A300機型的經驗上都還屬於新手。然而因正駕駛較為資深，在飛行中對副駕駛做一連串的飛行訓練，正機師與副機師的關係是類似老師與學生的上課氛圍，容易導致副駕駛緊張與默不做聲，這和西方觀念中正副駕駛是設計來平等分工，與機組員必須一同合作注意的標準程序相去甚遠。
在正駕駛命令副駕駛自行操縱飛機降落時，副駕駛因為重飛開關設置在油門桿上（舊設計，後來的空中巴士已改變此種設計），而連同重飛握把一起拉動，誤觸發了『重飛模式』。而一旦觸發重飛模式，必須經過一連串複雜的操作才能解除。這項有問題的設計十年來已導致多起小事故，因此空中巴士公司曾寫信要求各家航空更新系統，讓機師們只要向下推動油門桿便可以解除重飛。然而，此更新並非強制性，所以事故當時華航擁有的6架A300，還沒有任何一架更新了系統。
由於華航並沒有A300的模擬艙，機長被送到泰國受訓。然而在泰国国际航空訓練用的A300-600模擬機使用的是更新過的取消重飛系統，向下推動油門桿便可解除重飛設定。而副機師是在法國接受模擬艙訓練，是尚未更新，與華航相同的系統。
在副機師誤觸重飛模式後，機長以為指示副駕駛用推桿解除重飛模式即可減低仰角繼續下降。但失事客機使用的還是未更新系統，因此駕駛員不管如何推桿，飛機電腦系統仍持續執行「重飛」爬升的指令。電腦將機尾的水平安定面（horizontal stabilizer）設定到機首上升的狀態，以抵銷駕駛員壓低機首的手動操作。
最後在兩位機師都無法將油門桿下推的情況下，機長決定復飛，並加大引擎推力，卻因飛機在重飛模式而導致向上衝的攻角過大，因而失去升力失速墜毀。

### 國籍分布
| 國籍／本籍 | 乘客 人數 | 機組員 人數 | 總計 | 生還者 | 遇難者 |
| ---------- | --------- | ----------- | ---- | ------ | ------ |
| 中華民國   | 63        | 14          | 77   | 2      | 75     |
| 日本       | 153       | 1           | 154  | 4      | 150    |
| 菲律賓     | 17        | 0           | 17   | 1      | 16     |
| 未知       | 23        | 0           | 23   | 0      | 23     |
| 總計       | 256       | 15          | 271  | 7      | 264    |

### 救援與生還者
事故發生後一分鐘內，機場管制員聯繫了消防部門並開始救援行動，其中事故現場的火勢在發生後一個半小時被撲滅。並由毗鄰名古屋機場的小牧基地航空自衛隊參與救援活動和處理，機上271人（15 名機組人員和 256 名乘客）中，只有16人被送往醫院，其中6人在抵達醫院前死亡。
7名倖存者分別是1名菲律賓人、2名台灣人。和4名日本人，起初共有10人存活，但其中3人分別在5月27日、28日和6月1日死亡。所有七名倖存者都坐在飛機的前中段（第7至15排，共37排座位），包含三名兒童。。
在事故現場發現的死者被運送到小牧基地的機庫，並在機庫進行家屬的身份確認後轉移到體育館，在4月30日確認工作完成後則移交給死者家屬。此外，出於對死者家屬的考慮，機庫和體育館禁止媒體出入和報導。 

## 後續發展
1996年，日本愛知縣警方將正駕駛王樂琦、副駕駛莊孟容及四名華航管理幹部，以業務過失導致死傷的罪嫌移送法辦。1999年，名古屋地檢署以送辦的班機正副駕駛已身故、其餘四人罪證不足，而予以不起訴處分。一審判決忽略空中巴士公司的飛機設計問題，名古屋高等法院裁判，名古屋空難完全是因為華航駕駛操縱失誤所造成。
事故發生後，其中87位罹難者的家屬236人組成「統一原告團」，向名古屋地方裁判所控告華航與空中巴士公司，要求賠償196億日圓。在經過將近十年的纏訟後，名古屋地方法院於2003年12月26日作出一審判決，認定華航具有重大過失，必須賠償原告50億2,641萬日圓的損失，為家屬所要求約1/4左右。另外，華航對空中巴士公司的飛機設計問題部分遭到駁回。華航對此結果不會上訴，並支付有關賠償。
在此事故之前已經發生過數件類似的航空事件，空中巴士公司已發出維修指令A300-22-6021（即前述的程序更新），但等級僅為「建議」，在此事件發生後，發布了適航指令強制所有A300-600和A310都需執行此維修指令。
在这次事故后，華航將CI140/141班機號碼改為CI150/151，以本起事故為契機，日本於1995年起對華航的稱呼從漢字「中華航空」變成英語的「China Airlines」（チャイナエアライン）。
2008年2月28日，日本名古屋高等法院做出判決，要求華航賠償由於空難而失去親人的一對日本姊弟高達日圓9,800萬的賠償金，相當於新台幣2,800萬元左右。2014年4月26日，約300名遇難者的家屬於春日井市設置了紀念碑。。

## 其他
- 台灣藝人陳建州的父親陳培元是當時中華航空140號班機座艙長，於本次事故中不幸殉職。[17]

- 此次事件收錄在系列紀錄片《空中浩劫》第18季第9集中。

## 參照
- 東德航空1144號班機事故
- 民航公司10號班機空難
- 中華航空676號班機空難
- 泰国国际航空261号班机空难
- 达美航空723号班机空难

## 外部連結
- （日語） Aircraft Accident Investigation Report（页面存档备份，存于） - 航空、鐵道事故調查委員會
- （英文） Aircraft Accident Investigation Report – 航空、鐵道事故調查委員會
- Airliners.net （页面存档备份，存于） B-1816的照片
- YouTube上的中華航空140便墜落事故 1994/04/26
- YouTube上的271分之7的奇蹟！在空難中全程清醒卻失憶，前華航機師還原名古屋空難最後關鍵「100秒」｜名古屋空難倖存者 楊四維先生 與 前中華航空 ...